# Hattstatt
Hattstatt é uma comuna francesa na região administrativa de Grande Leste, no departamento Alto Reno. Estende-se por uma área de 5,96 km². Em 2010 a comuna tinha 817 habitantes (densidade: 137,1 hab./km²).